# 유방삽입물

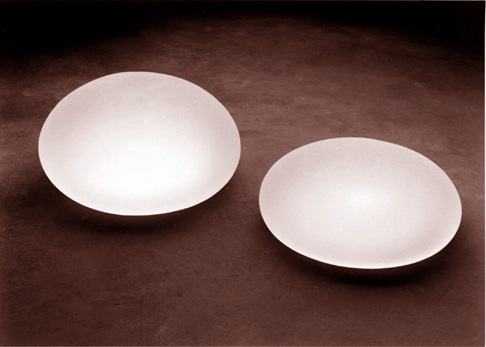
삽입물 중 하나인 실리콘 보형물

유방삽입물(乳房揷入物, 영어: breast implant)은 유방 확대술에서 유방에 삽입되는 것이다. 수술을 받은 뒤 부작용으로 구형구축이 생길수 있다.

## 같이 보기
- 유방 확대술